# Egil Olbjørn
Egil Yngvar Olbjørn (ur. 1902, zm. 1982) – norweski policjant i kolaborant, szef Ordenspolitiet i najbliższy współpracownik Jonasa Lie.

## Życiorys
Mimo członkostwa w Nasjonal Samling nie angażował się politycznie. Podczas II wojny światowej przyczynił się do utrzymania względnej niezależności norweskiej policji od Niemców. Był jednym z sędziów, którzy skazali na śmierć Gunnara Eilifsena, po jego śmierci próbował powstrzymać aresztowania norweskich policjantów oraz wpływania przez okupantów na działalność dowodzonej przez niego formacji. 
Jesienią 1944 roku został na krótko aresztowany przez Niemców, ale został zwolniony dzięki wstawiennictwu Jonasa Lie. W 1949 roku został skazany na 12 lat więzienia.